# Debucalització
La debucalització és un fenomen fonètic en què una consonant oral perd el seu lloc d'articulació per moure'l a la glotis (normalment [h], [ɦ], o [ʔ]). La pronunciació d'una consonant com a [h] és de vegades anomenada aspiració, però en fonètica, l'aspiració és l'explosió d'aire acompanyada d'una pausa. La paraula de del llatí bucca, que significa «galta» o «boca».
La debucalització és normalment vista com un subtipus de lenició, sovint definida com una mutació consonàntica que implica l'alleujament d'una consonant mitjançant canvis progressius en la seva pronúncia.
Els processos de debucalització ocorren en diferents tipus d'entorns, com en els següents:
- a principi de paraula, com en kanarès
- a final de paraula, com en birmà
- entre vocals, com en algunes varietats angleses (p. ex. embrutar [ˈlɪʔə])

## Pausa glotal

### Àrab
La /q/ és debucalitza a /ʔ/ en diverses varietats de l'àrab, com en egipci del nord, libanès, sirià occidental, i dialectes palestins urbans; parcialment també en àrab jordà (especialment per dones). La llengua maltesa, que era originàriament un dialecte àrab, també mostra aquesta característica.

### Anglès britànic i americà
La majoria d'anglòfons a Anglaterra i molts parlants d'anglès americà debucalitzen /t/ cap a una pausa glotal [ʔ] en dos situacions: a final de paraula davant d'una altra consonant.
- - get ready [ˈɡɛʔˈɹɛɾi]
  - not much [ˈnɑʔˈmʌtʃ]
  - not good [ˈnɑʔˈɡʊd̚]
  - it says [ɪʔˈsɛz]

i abans d'una [n̩] sil·làbica després de /l/, //r//, /n/, o una vocal. En aquests casos, /t/ pot esdevenir lleugerament nasal.
- - Milton [ˈmɪlʔn̩]
  - Martin [ˈmɑɹʔn̩]
  - mountain [ˈmæʊnʔn̩]
  - cotton [ˈkʰɑʔn̩]
  - Latin [ˈlæʔn̩]

### Anglès cockney
En anglès cockney, la /t/ és sovint realitzada com una pausa glotal [ʔ] quan està situada entre vocals, líquides i nasals (com per exemple en la paraula bottle). Aquest procés s'anomena t-glottalization.

### Alemany
En alemany, les pauses sordes acostumen a ser debucalitzades a davant de les nasals síl·labiques dels següents grups consonàntics: /mpm̩, ltn̩, ntn̩, ŋkŋ̍/; que esdevenen: [mʔm̩, lʔn̩, nʔn̩, ŋʔŋ̍]. Per exemple, Lumpen és pronunciat [lʊmʔm̩]. En alguns dialectes, la debucalització també pot ocórrer abans de la [l̩], encara que això és menys comú.
Les pauses sonores no acostumen a ser debucalitzades. Tanmateix, molts dialectes de l'altgermànic superior (Oberdeutsch) i l'alemany oriental central mesclen pauses sonores i sordes a l'interior de les paraules, i aquestes consonants mesclades poden esdevenir debucalitzades. Tot i això, en bavarès, Anten («ànecs») i Anden («Andes») es pronuncien igual: [ˈɑnʔn̩]. Els parlants són sovint inconscients d'aquest fenomen.

## Glottal fricativa

### Slave
Totes les consonants coda de l'slave han de ser glotals. Quan una consonant que no és glotal es posiciona a la coda de la síl·laba, es debucalitza a [h]:
- /ts'ad/ → [ts'ah] («barret»)
- /xaz/ → [xah] («cicatriu»)
- /tl'uɮ/ → [tl'uh] («corda»)

### Scots/ Anglès d'Escòcia
En algunes varietats de Scots (i escocès anglès), especialment en la costa oest, el fonema /θ/ th evoluciona a [h], un procés anomenat th-debuccalization. Per exemple, /θɪn/ és pronunciat com a [hɪn].

### Protogrec
En protogrec, /s/ va canviar a [h] al principi i entre sonores (vocals, líquides i nasals).
- Protoindoeuropeu *septḿ̥ → grec antic heptá (ἑπτά) "set" (vs. llatí septem)

La /h/ intervocàlica es va perdre en el grec antic, i les vocals en hiat es van contraure en el dialecte àtic.
- post-PIE * ǵénesos → Protogrec * génehos → Iònic géneos (γένεος): Àtic génous (γένεος) "d'una cursa"

Abans d'una líquida o una nasal, una /h/ s'assimilava a la vocal precedent en àtic-jònic i dòric i a la següent nasal en eòlic. El procés també es descriu com la pèrdua de /h/ i l'allargament de la vocal o consonant per mantenir la síl·laba de la mateixa longitud (allargament compensatori).
- PIE *h₁ésmi → Protogrec *ehmi → Àtic-Jònic ēmí (εἰμί): Eòlic émmi (ἔμμι) "sóc".

### Sànscrit
En sànscrit, la /s/ esdevé [h] (transliterada com a ḥ) quan hi ha una pausa final, p. ex., kā́mas "amor eròtic" esdevé kā́maḥ..

### Llengües iberorromàniques occidentals

#### Castellà
Un gran nombre de dialectes espanyols debucalitzen la /s/ a final de sílaba i la converteixen en [h] o [ɦ].

#### Gallec
En moltes varietats del gallec, i en castrapo, el fonema /g/ pot ser debucalitzat cap a [h] en alguns casos o també cap a [x] i [ħ]. Aquest fenomen és conegut com a gheada. També hi ha casos de processos d'hipercorrecció inversa en gent gran o amb un nivell educatiu baix en què es remplaça la /x/ espanyola per la [g], fenomen anomenat gueada.

#### Portuguès
El portuguès es veu molt menys afectat per la debucalització, però és especialment notori en la seva varietat brasilera.
En tot el Brasil, el fonema vibrant uvular /ʁ/ (històricament una vibrant alveolar /r/ que es va moure a una posició uvular per influència francesa i àrab-bereber), que té un gran nombre d'al·lòfons: [[[:Plantilla:IPAplink]] Plantilla:IPAplink Plantilla:IPAplink Plantilla:IPAplink Plantilla:IPAplink Plantilla:IPAplink Plantilla:IPAplink Plantilla:IPAplink Plantilla:IPAplink Plantilla:IPAplink Plantilla:IPAplink]. D'aquests, només la [ɣ] és poc comuna. Alguns dialectes (com el sulista i el fluminense) donen preferència als al·lòfons sonors, mentre que en els altres fan només de coda abans de consonants sonores.
En alguns dialectes, especialment en parlants amb un nivell educatiu alt, és normal que es converteixi en una bategant alveolar, com en el portuguès europeu i en molts registres del castellà, o que es pronunciï com a [χ] o [x]. A la resta del país, es realitza normalment com a [h].

### Romanès
En el dialecte romanès de Moldàvia, la /f/ es debucalitza cap a [h], i per tant, să fie becomes să hie. El mateix va ocórrer en el castellà antic, gascó antic o en japonès antic.

### Llengües goidèliques
En escocès i irlandès gaèlic, s i t van canviar mitjançant un procés de lenició a [h], actualment grafiades sh i th.

## Manlleus
La debucalització pot ser una característica en la fonologia dels manlleus. Per exemple, el coreà permet algunes oclusives situades a la coda de la síl·laba, però el japonès, no. Aquestes consonants que en coreà es realitzen com a oclusives sordes, passen a ser pauses glotals en japonès:
- [tɕuk˺] → [tɕuʔ] («farinetes»)
- [mok˺] → [moʔ] («coll»)
- [mat˺] → [maʔ] («gust»)
- [tap˺]→ [taʔ] («torre»)

De manera similar, podem observar el fenomen de la debucalització en manlleus de l'indonesi al Selayar.